# Správní obvod obce s rozšířenou působností Česká Třebová
Správní obvod obce s rozšířenou působností Česká Třebová je od 1. ledna 2003 jedním ze šesti správních obvodů rozšířené působnosti obcí v okrese Ústí nad Orlicí v Pardubickém kraji. Čítá 5 obcí.
Město Česká Třebová je zároveň obcí s pověřeným obecním úřadem, přičemž oba správní obvody jsou územně totožné.

## Seznam obcí
Poznámka: Města jsou vyznačena tučně.
- Česká Třebová
- Přívrat
- Rybník
- Semanín
- Třebovice

## Obyvatelstvo
| Rok  | Obyv.  | ± %     |
| ---- | ------ | ------- |
| 1869 | 11 880 | —       |
| 1880 | 11 241 | −5,4 %  |
| 1890 | 11 814 | +5,1 %  |
| 1900 | 13 368 | +13,2 % |
| 1910 | 16 773 | +25,5 % |

| Rok  | Obyv.  | ± %    |
| ---- | ------ | ------ |
| 1921 | 16 834 | +0,4 % |
| 1930 | 18 243 | +8,4 % |
| 1950 | 16 719 | −8,4 % |
| 1961 | 17 505 | +4,7 % |
| 1970 | 18 345 | +4,8 % |

| Rok  | Obyv.  | ± %    |
| ---- | ------ | ------ |
| 1980 | 18 775 | +2,3 % |
| 1991 | 19 439 | +3,5 % |
| 2001 | 19 446 | +0 %   |
| 2011 | 18 208 | −6,4 % |
| 2021 | 17 363 | −4,6 % |